# Olveira (Ribeira)
Olveira (llamada oficialmente Santa María de Olveira) es una parroquia y un lugar español del municipio de Ribeira, en la provincia de La Coruña, Galicia.

## Localización
Está situada al suroeste de la provincia de La Coruña, en el extremo occidental de la comarca del Barbanza. 

## Historia
El nombre y emplazamiento de Olveira aparecen citados en un libro del año 1438 llamado "Liber Tenencia de Hórreo", lo que demuestra como mínimo cinco siglos ya de existencia del ente poblacional en cuestión.
Olveira fue creado municipio en 1812, al principio del liberalismo, pasando después a depender del actual municipio de Riveira en 1835.
En términos eclesiásticos forma parte del Arciprestazgo de Postmarcos de Abaixo, diócesis de Santiago de Compostela.

## Entidades de población
Entidades de población que forman parte de la parroquia:
- A Eirexa (Olveira da Igrexa)
- Barreiro (O Barreiro)
- Bretal
- Campelos
- Casanande
- Olveira
- Olveira de Arriba
- Rairiz (Reirís)
- Sirves
- Agrelo
- Os Agueiros
- Cerradas
- A Cocheiriza
- Cristal
- A Espiñeira
- Iñeiras
- O Monte da Laxa
- O Souto
- O Viso

## Demografía

### Parroquia
| Gráfica de evolución demográfica de Olveira (parroquia) entre 2000 y 2022 |
|                                                                           |
| Datos según el nomenclátor publicado por el INE.                          |

### Lugar
| Gráfica de evolución demográfica de Olveira (lugar) entre 2000 y 2022 |
|                                                                       |
| Datos según el nomenclátor publicado por el INE.                      |

## Patrimonio

### Iglesias y Capillas

#### Iglesias
- Igrexa de Santa María de Olveira (Iglesia de Santa María de Olveira). Es el templo más antiguo de la parroquia, cuyo edificio actual data de 1742 pero aún conserva parte de la estructura original propia del siglo XVI.
- Igrexa Nova de Olveira (Iglesia nueva de Olveira) Situada en el lugar de Bretal.

#### Capillas
- Capela das Dores (Capilla de los Dolores). Situada en el lugar de Sirves.
- Capela das Angustias (Capilla de las Angustias). Situada en el lugar de Bretal.
- Capela da Sagrada familia (Capilla de la Sagrada Familia). Situada en el lugar de Campelos.

### Lugares de Interés

#### Parque natural de Corrubedo
En este pueblo se encuentra parte del complejo dunar con más de 1 km de largo, 250 m de ancho y 20 m de altura. 

#### Monte Tahúme
Monte Tahúme: Se trata del punto más alto dentro del territorio de la parroquia y un mirador idóneo para contemplar el parque natural y gran parte del municipio.

## Servicios
La parroquia cuenta con un colegio público de gran calidad con vistas al parque natural, también posee un pabellón deportivo situado en el lugar de Sirves, así como múltiples bares, restaurantes e incluso un camping.

## Festividades
- Sin fecha fija es el domingo después de Pascua: Fiesta de Los Dolores, en el lugar de Sirves
- 4 de junio: Fiesta de la Angustia, en el lugar de Bretal
- 13, 14 e 15 de agosto: Fiestas patronales de Olveira
- 8 de septiembre: Fiesta del Rosario, en el lugar de Olveira